# محمداسماعیل دارا
خواجه محمد اسماعیل دارا شاعر پارسی‌گوی اواخر سده یازدهم و اوایل سده دوازدهم قمری است. 

## زندگی
تاریخ زاده‌شدن و مرگ محمداسماعیل دارا به‌درستی دانسته نیست. او از اهالی روستای روستای زنگی سباَ از توابع غوریان در افغانستان کنونی بود و در همین‌جا هم به خاک سپرده شده است. محمد اسماعیل صوفی‌مسلک و پیرو طریقت نقشبندیه بود و در زمان حیاتش در گمنامی به‌سر می‌برد. 

## شعر
دارا از شاعران سبک هندی است. او شیفته و پیرو صائب تبریزی بود و از این‌رو خود را صائب ثانی خوانده است:
| می‌توان گفت ترا صایب ثانی دارا |  | کیست کاین حرف صوابم به خطا بردارد؟ |

شعر زیر نمونهٔ دیگری از آثار اوست:
| گر ز خوان رزق کمتر آب و نانم داده‌اند |  | نعمتی چون سیر چشمی زین جهانم داده‌اند |
| روضه رضوان که خلقی آرزویش می‌کنند     |  | در فراغت خانه‌ عزلت نشانم داده‌اند     |
| با تهیدستی ز گنج دولت روی زمین       |  | همت عالی‌تر از هفت آسمانم داده اند    |

## دیوان
دیوان اشعار دارا نخستین‌بار در سال ۱۳۳۶ به‌کوشش محمد اعلم غواص به چاپ رسید و سپس در دورهٔ دولت جمهوری اسلامی افغانستان از سوی انتشارات توانا در هرات مجدداً تجدید چاپ شد.